# Lykan HyperSport
La Lykan HyperSport est la première supercar produite par la compagnie W Motors, une entreprise née au Liban et désormais basée aux Émirats arabes unis. C'est aussi la première supercar produite par une entreprise du Moyen-Orient.
W Motors a prévu de produire cette voiture, dont le premier prototype a été présenté au Qatar Motor Show en février 2013, en sept exemplaires.

## Performances
La Lykan HyperSport est propulsée par un moteur d'origine Porsche, un twin turbo flat-six de 3,7 litres délivrant 770 ch et 1 000 N m de couple, préparée par le préparateur allemand Ruf. Le constructeur annonce que celle-ci pourrait atteindre une vitesse maximale de 390 km/h et qu'elle réalise le 0 à 100 km/h en 2,8 secondes.
Les voitures étaient fabriquées et assemblées en Allemagne par Ruf ; certaines parties de l'auto étaient fabriquées en Italie, à Turin. 

## Prix
Avec un prix annoncé de 3,4 millions de dollars, la Lykan HyperSport serait la sixième voiture la plus chère jamais construite, derrière la Bugatti La Voiture Noire (exemplaire unique vendu 11 millions d'euros hors taxes en 2019), la Rolls-Royce Sweptail (exemplaire unique d'une valeur de 11,4 millions d'euros vendu en 2017), la Maybach Exelero (exemplaire unique vendu à Birdman en 2011 pour 8 millions de dollars), la Bugatti Divo (5 million d'euros), la Lamborghini Veneno (4,6 millions de dollars, trois vendues). 
Ce prix est le résultat de l'accumulation d'extravagances telles que les phares incrustés de pierres précieuses (diamants, saphirs, rubis) ou l'usage d'or dans la décoration intérieure.

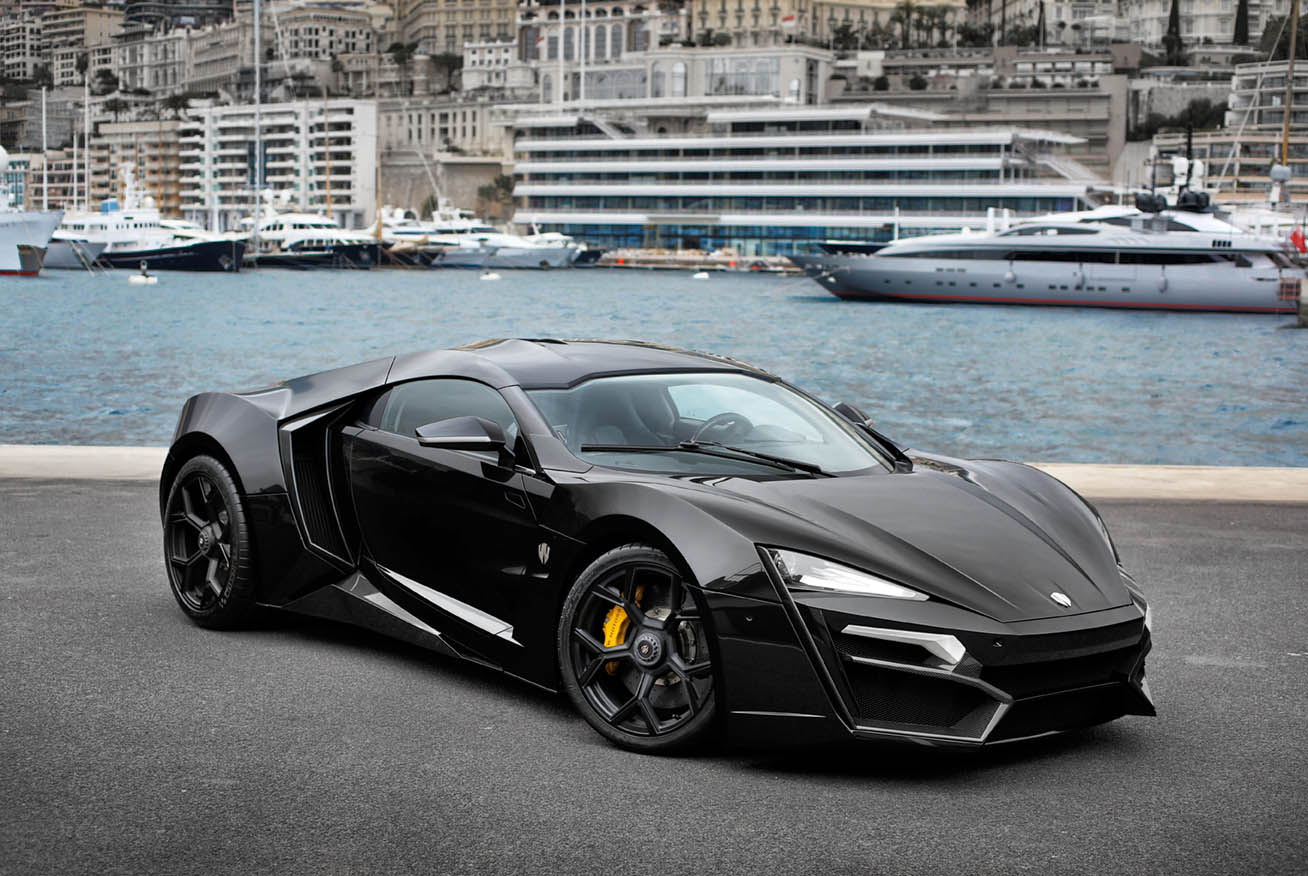
Une Lykan HyperSport à Monaco.

## Cinéma et jeux vidéo
On peut voir la Lykan HyperSport dans le film Fast and Furious 7 de 2015 conduite par Vin Diesel ainsi que Paul Walker, ou dans les jeux vidéo Asphalt 8: Airborne,  Asphalt 9: Legends, Gear Club Unlimited 2, DriveClub, Project CARS, CSR Racing 2, City Racing, GT Racing 2, Forza Motorsport 6 ou Forza Horizon 3 et Forza Horizon 4 ainsi que le dernier opus Forza horizon 5. Elle est également dans les jeux Grand Theft Auto V, Garry's Mod et dans ARMA III en mods créées par la communauté.